# Weibin (sockenhuvudort i Kina, Shaanxi, lat 34,32, long 108,65)
Weibin (kinesiska: 渭滨, 渭滨镇) är en sockenhuvudort i Kina. Den ligger i provinsen Shaanxi, i den nordvästra delen av landet, omkring 24 kilometer väster om provinshuvudstaden Xi'an. Antalet invånare är 49 837. Befolkningen består av 24 634 kvinnor och 25 203 män. Barn under 15 år utgör 14,0 %, vuxna 15-64 år 76 %, och äldre över 65 år 8,0 %.
Runt Weibin är det tätbefolkat, med 442 invånare per kvadratkilometer. Närmaste större samhälle är Xianyang, 5,7 km öster om Weibin. Trakten runt Weibin består till största delen av jordbruksmark.
Genomsnittlig årsnederbörd är 669 millimeter. Den regnigaste månaden är september, med i genomsnitt 149 mm nederbörd, och den torraste är december, med 1 mm nederbörd.